# Science de l'information
Ne doit pas être confondu avec Théorie de l'information.
La science de l'information (ou les sciences de l'information) est un champ disciplinaire ayant pour objet scientifique l'information, lequel est principalement concerné par l'analyse, la collecte, la classification, la manipulation, le stockage, la récupération, la circulation, la diffusion et la protection de l'information. 
Les praticiens, qu'ils travaillent ou non sur le terrain, étudient l'application et l'utilisation des connaissances dans les organisations, ainsi que l'interaction entre les personnes, les organisations et tout système d'information existant, dans le but de créer, remplacer, améliorer ou comprendre les systèmes d'information. 
Historiquement, les sciences de l'information sont associées à l'informatique, à la psychologie et à la technologie. Cependant, la science de l'information intègre également des aspects de divers domaines tels que les sciences de l'archivistique, les sciences cognitives, le commerce, le droit, la linguistique, la muséologie, la gestion, les mathématiques, la philosophie, les politiques publiques et les sciences sociales.

## Une science aux contours imprécis
La science de l'information s'intéresse aux dispositifs de gestion de l'information (base de données, moteur de recherche, site web, etc.) et à la manière dont ils sont conçus, gérés et utilisés. Par extension, elle s'attache à explorer et faire évoluer les principes et les méthodes de recherche, de traitement, d'archivage et de communication de l'information pour en faciliter l'accès et l'usage. La science de l'information constitue aussi la référence théorique majeure des professionnels dits de l'information-documentation (gestionnaire de contenus web, documentaliste, veilleur, records manager, administrateur de service documentaire numérique, document contrôler, knowledge manager, chef de projet en système d'information documentaire) de laquelle est issue la majorité des techniques documentaires qu'ils utilisent pour surveiller, capitaliser, organiser, analyser et diffuser l'information. Toutefois, les spécialistes se divisent quant à la nature exacte de cette discipline, voire à sa pleine légitimité. La science de l'information couvre en effet un champ de recherches très large, sollicitant aussi bien les apports des sciences humaines et sociales pour l'étude des usages que des sciences de l'ingénieur pour les problématiques relatives à l'informatique documentaire et à l'encodage de l'information numérique (XML, RDF). Son étendue explique les réticences persistantes quant à sa légitimité théorique et un certain flottement quant à son domaine d'application. Au-delà de ses spécialités, la cohérence de ce domaine scientifique tient à l'universalité et à la pertinence de son objet, répondant à un phénomène massif et transversal de la société dite de l'information.

## Histoire
Si le terme « science de l'information » est d'origine récente, les réflexions sur la circulation des documents sont bien plus anciennes. Gabriel Naudé initie ainsi la bibliothéconomie au XVIIe siècle en écrivant l'Advis pour dresser une bibliothèque. Paul Otlet sépare la science de l'information de la bibliothéconomie et publie son Traité de documentation en 1934. En 1917, il définit la documentation comme l'ensemble des moyens propres à transmettre, communiquer et répandre les informations. L'émergence de la bibliométrie date du début du XXe siècle, avec l'expression de la loi de Bradford en 1934 et les recherches d'Eugène Garfield sur le facteur d'impact en 1958. La genèse de la science de l'information s'accélère cependant après la Seconde Guerre mondiale, lorsque l'explosion de l'offre documentaire et la mécanisation, puis l'automatisation des outils de recherche attirent l'attention des théoriciens, essentiellement aux États-Unis, mais aussi en France avec Suzanne Briet. Ainsi, en 1951, Calvin Mooers analyse la notion de recherche d'information et de descripteur dans son mémoire de maîtrise présenté au MIT en 1948. En 1957, le traitement documentaire bénéficie des innovations apportées par l'ordinateur : c'est la naissance officielle de l'informatique documentaire, des bases de données et des logiciels documentaires. Il en résulte une effervescence conceptuelle dans le versant technique de l'information, comme l'illustre l'apport de Hans P. Luhn avec l'indexation automatique et surtout à l'émergence du Paradigme de Cranfield (en) dans les années 60.
Les années 1960 voient la généralisation de l'expression Information Science dans des revues et des institutions américaines, puis son expansion progressive en Europe. En France, l'adoption du concept et sa constitution en champs de recherches se vérifie dès les années 1970 mais se heurte à davantage de résistances. Devant se définir tant par rapport aux études médiatiques que vis-à-vis de l'informatique, la science de l'information y peine encore à trouver sa pleine légitimité, même si l'organisation de l'information, sur le web notamment, paraît essentielle. Néanmoins, l'ampleur des formations initiales dispensées dans plusieurs universités mondiales vont dans ce sens. Par ailleurs, l'explosion informationnelle et l'avènement des médias numériques nécessitent la mise en place de nouvelles formations qui profitent à la science de l'information, initialement peu fréquentée par les étudiants. La généralisation de l'utilisation des technologies de l'information réoriente la recherche scientifique autour de l'indexation automatique, l'architecture de l'information, la gestion des connaissances, le text mining ou la visualisation de données.

## Fondements théoriques
Trois processus composent le paradigme de cette science  : la production, le traitement et l'usage de l'information. En effet, cette tripartition englobe les perspectives de recherches dans ce domaine et explique la nécessité de solliciter aussi bien un savoir technique que sociologique et cognitif. Une première définition de la SI proposée par Harold Borko et diffusée en 1961 lors d'une conférence organisée par le Georgia Institute of Technology affirme que « la science de l'information est une science qui explore les propriétés et le comportement de l'information, et les moyens de traiter l'information pour une accessibilité et une ergonomie optimales. Ses modalités incluent sa genèse, sa dissémination, son organisation, sa collecte, son archivage, sa recherche, son interprétation et sa réutilisation »,.
La science de l'information n'étudie pas toutes les acceptions du concept d'information, en particulier ceux utilisés par les mathématiciens dans le cadre de la théorie de l'information et des généticiens à propos du code génétique. La théorie mathématique de la communication, ou théorie du signal, considère l'information dans sa dimension technique et quantitative, évacuant sa dimension qualitative et sémantique. Néanmoins, des divergences herméneutiques demeurent encore vivaces, par exemple entre une conception objective et une approche subjective de l'information. La recherche s'intéresse donc aussi bien aux mécanismes cognitifs de la signification chez l'individu qu'aux conditions matérielles du savoir.
La science de l'information défend de manière générale une position plus positiviste que la science de la communication. Elle privilégie une approche technique et pratique de la transmission des messages : son questionnement essentiel réside dans la circulation de l'information, d'un contenu objectivable et manipulable. À l'inverse, la science de la communication s'intéresse davantage aux enjeux de pouvoirs et à la construction médiatique de l'information, à l'énonciation du discours ainsi qu'aux industries culturelles. Concrètement, l'information est le message et la communication, le processus de transmission et d'interactions qui reçoit ce message et qui lui donne sens. La science de l'information ne se réduit cependant pas à une description de techniques, elle s'intéresse aussi au contexte sociologique, historique et linguistique et même juridique dans laquelle évolue tout contenu informatif : c'est le cas aujourd'hui des études menées sur l'éducation aux médias et à l'information, ou encore des enseignements dispensés en droit de l'information ainsi qu'en édition numérique, qui permettent de questionner la production et la diffusion de l'information à l'heure des réseaux numériques. Néanmoins, il n'existe pas de consensus sur la structure de la discipline, ni de frontières cloisonnées avec les sciences de la communication. Sa spécificité tient dans l'étude d'une communication orientée à des fin informatives. C'est le but notamment des Sciences de l'information et de la communication que de fédérer la communication et l'information.

## Domaines de recherche
Hubert Fondin distingue trois groupes de recherches. Les premiers se focalisent sur une approche technique de l'information en travaillant essentiellement sur les problématiques de recherche, de structuration et de description de l'information, interviennent alors les pratiques professionnelles relatives à la veille automatisée, au référencement, à la GED ou à l'administration des services documentaires numériques. Les seconds représentent l'approche quantitative de l'information et revendiquent la légitimité d'une science exacte et notamment la possibilité de formuler des lois qui régissent les flux d'informations en circulation. Ils considèrent l'information comme un objet quantifiable et mesurable indépendamment des acteurs et des enjeux qui la constituent. C'est le cas notamment des recherches menées en bibliométrie et en web analytics, en fouille de données ou en datavisualization. Les troisièmes forment un noyau de chercheurs restreints et récents, proches des SHS, et représentent l'approche sociologique et communicationnelle de l'information. Ils ne s’intéressent pas tant aux outils qu'aux dispositifs techniques, mais s'investissent dans ce qu'il est commun d'appeler l'étude des besoins et des usages avec l'objectif de perfectionner les techniques du marketing documentaire et de concevoir des systèmes d'informations orientés usager. Ils se rapprochent ainsi des sciences de la communication, avec des thèmes de recherche centrés sur les pratiques informationnelles et les modalités de réception des publics, la valorisation de l'information sur les réseaux sociaux ou encore l'économie de l'information.

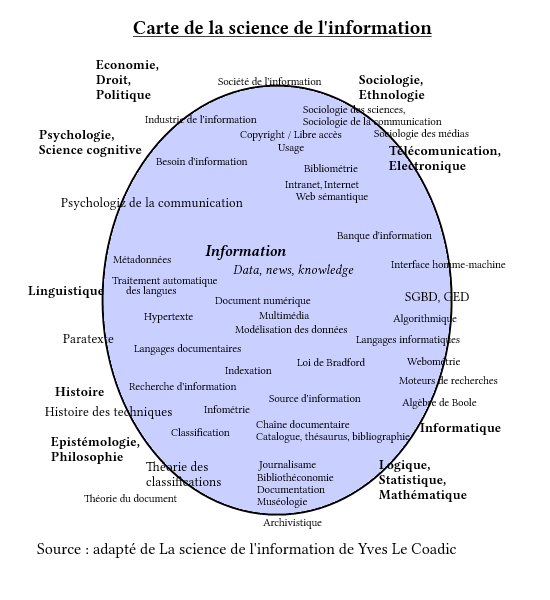
Ce schéma illustre la diversité des disciplines et des thèmes abordés par la science de l'information sans prétendre en donner une cartographie rigoureuse.